# Mannitol hypersalé-lécithine (Chapman lécithine)
Le mannitol hypersalé-lécithine est un milieu de culture.

## Usage
Isolement des staphylocoques (moins sélectif qu'en gélose Chapman).

## Composition pour un litre
- Peptone :.................16 g
- Lécithine :................1 g
- Mannitol :................10 g
- Chlorure de sodium :..... 75 g
- Rouge de phénol :........ 25 mg
- Agar-agar :.............. 12 g

## Préparation
Ce milieu est préparé dans le bain-marie de façon habituelle. La lécithine est incluse dans la poudre.

## Caractéristiques
- Le chlorure de sodium est inhibiteur à cette concentration.
- Le mannitol est le sucre qui sera dégradé pour l'apport énergétique.
- Le rouge de phénol est l'indicateur coloré qui permet de visualiser la dégradation ou non du mannitol.

## Lecture
Le milieu est légèrement opalescent à cause de la lécithine. Les colonies mannitol + sont jaunes, les mannitol - rouges.